# Else Heller
Else Heller (auch Elsa Heller; * 4. Februar 1884 in Wien; † 12. Februar 1951 in München) war eine österreichisch-deutsche Theater- und Filmschauspielerin.

## Leben und Wirken

### Am Theater
Die Tochter des Posamentierwarenfabrikanten Bernard Heller und seiner Frau Fanny, geb. Geiger, erhielt ihre künstlerische Ausbildung unmittelbar nach Anbruch des 20. Jahrhunderts in ihrer Heimatstadt bei dem deutschen Oberregisseur Ernst Niedt (1844–1902) und gab 1901 ihr Bühnendebüt am Stadttheater des österreichisch-schlesischen Bielitz. Nach einer Zwischenstation in Olmütz kehrte sie 1903 nach Wien heim, um einer Verpflichtung an das Raimund-Theater nachzukommen. In jungen Jahren war Hellers Rollenfach das der Naiven und Sentimentalen, und die junge Künstlerin reüssierte unter anderem mit klassischen Bühnenfiguren wie dem Gretchen, dem Klärchen und der Ophelia, war aber auch als Berta (in Die Ahnfrau), Kitty (in Sodoms Ende), Marikke (in Johannisfeuer), Mali (in Mutter Sorge), Anna Danby (in Kean) und als die Fee Cheristane (in Der Verschwender) zu sehen. Nach nur einer Spielzeit am Raimund-Theater und einer Stippvisite am Finnischen Nationaltheater in Helsinki (1904/05) wechselte sie 1905 ans Wiener Bürgertheater, dem sie bis 1912 die Treue hielt.

### Beim Film
In dieser Zeit gab Else Heller mit dem titelgebenden Kind Marie in dem 22-minütigen Drama Der Müller und sein Kind, dem ältesten erhaltenen österreichischen Spielfilm, einen sehr frühen Einstand vor der Kamera. Dennoch blieb die Künstlerin, die 1912 nach Deutschland übersiedelte, zeitlebens primär eine Theaterschauspielerin (1912 bis 1914 am Stadttheater Magdeburg, 1914 bis 1916 am Stadttheater Kiel, 1916 bis 1922 am Stadttheater Koblenz und ab 1921 zusätzlich am Schauspielhaus Düsseldorf unter der Leitung von Louise Dumont), auch wenn sie gegen Ende der Stummfilmzeit und beim Anbruch der Tonfilm-Ära wieder vermehrt mit kleinen bis mittelgroßen Kinorollen bedacht wurde. Auf der Leinwand sah man sie zuletzt in künstlerisch durchaus ambitionierten Inszenierungen wie Joe Mays Asphalt, Paul Czinners Fräulein Else, Hans Tintners Cyankali und G. W. Pabsts Westfront 1918. Meist wurde sie hier als Ehefrau oder Mutter besetzt.

### Drittes Reich und letzte Jahre
Else Heller, die seit 1922 an Berliner Theatern tätig gewesen war (u. a. Deutsches Theater, Theater in der Königgrätzer Straße, Komödie am Kurfürstendamm, Volksbühne, Theater am Schiffbauerdamm), wurde nach der Machtergreifung mit Berufsverbot belegt. Da die nunmehr geächtete Mimin, die bereits 1904 den jüdischen Glauben abgelegt hatte, seit 1915 mit dem nach NS-Definition als „arisch“ geltenden Opernsänger Gustav Müller verheiratet war, konnte sie der ansonsten drohenden Deportation entgehen, musste aber ab 1938 die Judenvermögensabgabe entrichten. Gegen Kriegsende übersiedelte sie mit ihrem Mann zunächst nach Wien und kurz darauf nach Wiesbaden. 1950 reichte sie beim Hessischen Innenministerium einen Entschädigungsantrag ein, der jedoch wegen Fristversäumnis abgelehnt wurde. Else Heller starb im darauffolgenden Jahr während eines Aufenthalts in München an einer Meningitis. Ihr Leichnam wurde zur Beisetzung nach Wiesbaden überführt.

## Filmografie
- 1911: Der Müller und sein Kind
- 1912: Kaiser Josef II.
- 1918: Der Märtyrer seines Herzens
- 1926: Liebe
- 1929: Asphalt
- 1929: Fräulein Else
- 1929: Man schenkt sich Rosen, wenn man verliebt ist
- 1930: Die letzte Kompagnie
- 1930: Cyankali
- 1930: Westfront 1918
- 1930: Lohnbuchhalter Kremke
- 1931: Tropennächte (Dangerous Paradise)